# Aleksandar Ristić
Aleksandar Ristić (ur. 28 czerwca 1944 w Sarajewie) – bośniacki trener piłkarski.

## Kariera
W 1980 roku Ristić objął funkcję asystenta w Hamburger SV, gdzie wówczas pierwszym trenerem był Branko Zebec. Następnie w latach 1983–1985 trenował Eintracht Brunszwik. Później opiekował się kolejno Fortuną Düsseldorf (1987–1990, 1992–1996, 2000–2001), FC Schalke 04 (1991–1992), Rot-Weiß Oberhausen (1998–2000, 2002–2003), Unionem Berlin (2004) oraz KFC Uerdingen 05 (2007–2008).